# Mysmenopsis funebris
Mysmenopsis funebris är en spindelart som beskrevs av Simon 1897. Mysmenopsis funebris ingår i släktet Mysmenopsis och familjen Mysmenidae. Inga underarter finns listade i Catalogue of Life.